# Lista de membros da Royal Society eleitos em 2011
Esta é uma lista de Membros da Royal Society eleitos em 2011.

## Fellows (FRS)
1. Robin Campbell Allshire
2. Andrew Balmford
3. Jeremy John Baumberg
4. Hagan Bayley
5. Béla Bollobás
6. Doreen Cantrell
7. Stanley William Herbert Cowley
8. Alan Frederick Cowman
9. Alun Davies
10. Nicholas Franks
11. Ian Frazer
12. Steven J. Gamblin
13. John William Goodby
14. Alan Grafen
15. Clare Grey
16. Janet Hemingway
17. Ian Horrocks
18. Sir Colin Humphreys
19. Alex Kacelnik
20. Robert Kennicutt
21. Steffen Lauritzen
22. Dennis Lo
23. Ian Manners
24. David Eusthatios Manolopoulos
25. Gerhard Materlik
26. James McKernan
27. Tom McLeish
28. Sir David McMurtry
29. Mervyn John Miles
30. Arthur David Milner
31. John Morton
32. Sean Munro
33. Werner Nahm
34. Konstantin Novoselov
35. Mark Pagel
36. John Parkes
37. Fiona Powrie
38. Mark Felton Randolph
39. Leonard Robert Stephens
40. Patrick Ping Leung Tam
41. Simon Tavaré
42. Angela Vincent
43. Sir Mark Walport
44. Robert Watson

## Foreign Members (ForMemRS)
1. David Chandler
2. Joanne Chory
3. Mikhael Gromov
4. Thomas J.R. Hughes
5. Phillip Allen Sharp
6. Carla Shatz
7. Thomas Steitz
8. Edward Manin Stolper